# Herói randiano
O herói randiano é uma figura onipresente na ficção da romancista e filósofa do século XX Ayn Rand, mais conhecida nas figuras de Howard Roark, de A Nascente, e John Galt, de A Revolta de Atlas. O objetivo auto-declarado de Rand ao escrever ficção era projetar um "homem ideal" - um homem que persevera para alcançar os seus valores, e apenas os seus valores.

## Fundamento filosófico
Como conceção do homem ideal, o herói randiano tem muito em comum com a conceção de agathos de Aristóteles, na medida em que ambos são moralmente heróicos e heroicamente racionais. Os filósofos partilham uma perspetiva meta-ética naturalista/objetivista semelhante, enfatizando o carácter como o principal determinante do valor moral, e possuem uma atitude fundamentalmente heróica perante a vida. O herói randiano exemplifica o egoísmo ético, a posição ética normativa segundo a qual o interesse próprio racional do indivíduo deve ser a base da ação moral. As virtudes específicas do herói randiano, tal como o ideal aristotélico, são criadas a partir da racionalidade, a virtude primária; a racionalidade é a ferramenta básica de sobrevivência do herói, a ser exercida em todos os momentos. O valor primário, o "objetivo moral mais elevado", é a felicidade (cf. eudaimonia). Para um homem ideal, de acordo com esta filosofia, a felicidade é alcançada através da realização dos seus objectivos, objectivos esses escolhidos devido aos seus valores, valores esses que ele encontra através da lógica. Rand declarou frequentemente que o seu motivo e objetivo ao escrever era "a projeção de um homem ideal"; todos os seus protagonistas são heróis.

## Características
O arquétipo do herói randiano é o individualista criativo. Apesar de Rand rejeitar a noção de que os indivíduos têm deveres uns para com os outros, os seus heróis são marcados por uma generosidade essencial, pelo facto de agirem por compaixão e empatia e não por culpa. A ficção de Rand exibe um sentido de vida auto-conscientemente prometeico, declarando através das suas personagens o valor heroico da auto-afirmação face à ordem estabelecida.
Geralmente, um herói randiano caracteriza-se por um individualismo radical, resolução moral, inteligência/aptidão, auto-controlo, disciplina emocional e (frequentemente, mas nem sempre) características físicas atraentes aos olhos de outros heróis randianos. Os heróis de Rand são altos, fortes e erectos; as mulheres partilham figuras esguias, posturas desafiantes e a impressão de calma interior, enquanto os homens são fisicamente duros e flexíveis, muitas vezes com olhos cinzentos. Jerome Tuccille descreveu o Presidente dos EUA, Gerald Ford, como exemplificando fisicamente o herói randiano - "alto, louro, de olhos claros, robusto, bonito e bem constituído".
O filósofo marxista Slavoj Žižek situa o herói randiano da ficção de Rand na "narrativa masculina padrão" do conflito entre o indivíduo excecional e criativo (o Mestre) e a multidão conformista indiferenciada. Não considera que o herói randiano seja falocrático, argumentando que estas "figuras masculinas, íntegras e intransigentes, com uma vontade de aço" emergem, de facto, como o sujeito feminino libertado da histeria do enredamento no desejo do Outro para um "ser de pura pulsão" indiferente a ele. O autor Stephen Newman compara o comparou ao conceito de Übermensch criado pelo filósofo Friedrich Nietzsche, dizendo que "o herói Randiano é na verdade o super-homem de Nietzsche disfarçado de empresário".

## Instâncias específicas
Embora o arquétipo do herói randiano apareça nos primeiros trabalhos de Rand (nomeadamente em Noite de 16 de janeiro, de Bjorn Faulkner, e Nós, os Vivos, de Leo Kovalensky), os seus exemplos mais conhecidos aparecem na obra madura de Rand, especificamente a partir da novela Anthem (1938).

### Hino
"O Hino" (The Anthem), ambientado num futuro distópico onde o livre arbítrio foi eliminado e a excelência individual é considerada uma doença, é contado através dos olhos de "Equality 7-2521", um homem com uma mente rápida e inquisitiva que é forçado pelos líderes da sua sociedade coletivista a trabalhar como varredor de rua. Ao ver um rebelde ser queimado na fogueira, Equality reconhece um espírito comum. Desafiando os éditos seguidos pelos seus companheiros, consegue redescobrir a eletricidade, uma tecnologia perdida na sociedade distópica da história. Ele e o seu amante fogem da sociedade coletivista, passando a chamar-se "O Inconquistado" e "O Dourado", respetivamente, e juntos constroem uma fortaleza de individualismo a partir da qual eles e os indivíduos com a mesma opinião podem começar a sua luta pela liberdade.

### A nascente
Ayn Rand criou o herói randiano a sério na personagem de Howard Roark em A Nascente. Arquiteto, Roark entra em conflito com os líderes da sua profissão em várias ocasiões. A fase inicial do romance começa com Roark a ser expulso da universidade por se recusar a projetar segundo estilos tradicionais. Ao longo da sua carreira, recusa-se a projetar de acordo com qualquer visão que não seja a sua. O corpo profissional dos arquitetos despreza-o por não prestar "o devido respeito" à tradição, mas, no final, ele triunfa.

### A Revolta de Atlas
A protagonista de A Revolta de Atlas é Dagny Taggart, descrita por Rand como "o Roark feminino".  Atlas Shrugged apresenta vários heróis randianos, tanto na história de fundo como na narrativa principal. Na história, eles personificam o intelecto - a sua retirada do mundo sob a liderança de John Galt é paralela ao colapso gradual do mundo.
Ao considerar a personagem de Dagny Taggart como um herói randiano, o académico Edward Younkins observou que, embora ela evocasse paixão e admiração, era mais inspiradora do que motivadora. Younkins considerou o conceito de herói randiano apelativo, mas fora do alcance de alguém sem o contexto claro de Taggart para a ação. Os romances de Rand retratam um mundo onde qualquer pessoa pode ser excelente apenas por escolha, o que Younkins argumentou estar em tensão "com o conhecimento de que não transcendemos o nosso contexto ... e que o contexto é quase sempre propriedade da multidão".

## Influência e crítica
À medida que a ficção e as obras filosóficas não acadêmicas de Rand se tornaram populares, sobretudo nos de 1980, seus fãs frequentemente afirmavam que os atributos desses heróis poderiam ser encontrados em si mesmos, ou deveriam ser.

O psicólogo da autoestima Nathaniel Branden, o mais relevante dos primeiros seguidores  de Rand, mais tarde renunciou a aspectos da literatura objetivista e reconheceu "a acusação de que somos contra os sentimentos, contra as emoções", bem como outras críticas de tal celebração do ultra-racionalismo sendo perigoso:
"Se, página após página de A Nascente e A Revolta de Atlas, você mostrar alguém sendo heróico ao deixar implacavelmente os sentimentos de lado, e se você mostrar alguém sendo podre e depravado, na verdade, mergulhando de cabeça em seus sentimentos e emoções, e se isso for um dos seus métodos dominantes de caracterização, repetido continuamente, então não importa o que você professa, na filosofia abstrata, sobre a relação entre razão e emoção. Você ensinou às pessoas: reprimir, reprimir, reprimir."

### Trabalhos citados
- Gladstein, Mimi (1999). The New Ayn Rand Companion. Westport: Greenwood Press. ISBN 0-313-30321-5.
- Cody, John (November 1973). "Ayn Rand's Promethean Heroes". Reason (5): 30–35.
- Newman, Stephen (1984). Liberalism at Wits' End. Ithaca: Cornell University. ISBN 0-8014-1747-3.
- Sciabarra, Chris Matthew (1995). Ayn Rand. University Park: Pennsylvania State University Press. ISBN 0-271-01441-5.
- Tuccille, Jerome (2002). Alan Shrugged. New York: Wiley. ISBN 0-471-39906-X.
- Wheeler, Jack (1986). "Rand and Aristotle: A Comparison of Objectivist and Aristotelian Ethics". In Den Uyl, Douglas J. & Rasmussen, Douglas B. (eds.). The Philosophic Thought of Ayn Rand. Urbana: University of Illinois Press. ISBN 0-252-01407-3. OCLC 9392804.
- Younkins, Edward (2007). Ayn Rand's Atlas Shrugged. Aldershot: Ashgate. ISBN 978-0-7546-5549-7.
- Žižek, Slavoj (1998). Cogito and the Unconscious. Durham: Duke University Press. ISBN 0-8223-2097-5.